# Shipibo-conibo
Le shipibo-conibo (ou shipibo-konibo) est une langue panoane parlée en Amazonie péruvienne dans le bassin de la rivière Ucayali.

## Localisation géographique
La langue est parlée le long de la rivière Ucayali et de ses principaux affluents, dans la région d'Ucayali et dans celle de Loreto par 30 000 Shipibo-Conibo.

## Alphabet
| a | b | c | ch | e | h | hu | i | j | m | n | o | p | q | r | s | sh | s̈h | t | ts | y |